# Françafrique
L'espressione francese «Françafrique», e l'equivalente italiana «Franciafrica», è utilizzata, in senso generalmente spregiativo, per designare la relazione speciale, spesso qualificata come neocoloniale, stabilita tra la Francia e le sue antiche colonie in Africa subsahariana. Questa relazione speciale fu creata e organizzata su richiesta del generale de Gaulle da Jacques Foccart, segretario generale della Francia per gli affari africani e malgasci dal 1960 al 1974, e si caratterizza per il ruolo delle reti extradiplomatiche (servizi segreti, imprese, ecc.) e l'ingerenza diretta delle autorità francesi nella politica interna delle antiche colonie.

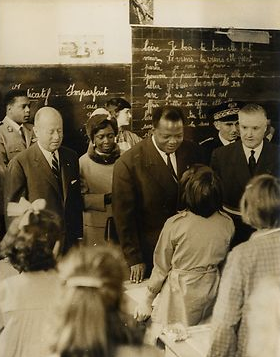
Jacques Foccart (a sinistra), Hubert Maga (al centro, Presidente della Repubblica del Dahomey) e Guy Chavanne (a destra, sindaco di Torcy), durante una visita di una scuola a Torcy (Senna e Marna), nel 1961.

Il termine Françafrique, che si è imposto per via del suo regolare utilizzo da parte dei media (in particolare Le Monde, Libération o L'Express), è utilizzato più generalmente per denunciare la politica estera della Francia nei confronti non solamente delle vecchie colonie africane, ma anche degli altri paesi francofoni africani (come il Burundi, il Ruanda e la Repubblica Democratica del Congo); politica estera costituita da interventi militari (in Costa d'Avorio, Mali e Repubblica Centrafricana), dal presunto sostegno agli Hutu (responsabili del genocidio del Ruanda nel 1994) e dal ruolo svolto nell'affare Elf.

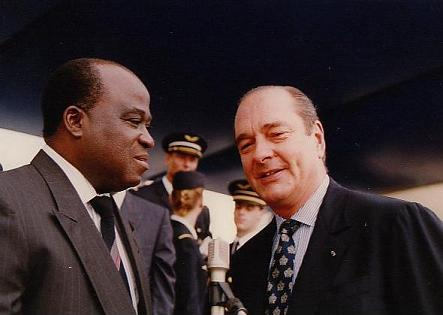
Il Primo ministro congolese André Milongo e il Presidente francese Jacques Chirac.

La Comunità francese nel 1959:
Francia
Stati membri

Gli accordi militari francesi:
NATO
Altri paesi (tra cui i paesi africani: Camerun, Comore, Costa d'Avorio, Gabon, Gibuti, Repubblica Centrafricana, Senegal e Togo)

     Francia
     Stati membri
     NATO
     Altri paesi

## Storia

### Origine dell'espressione
L'espressione «France-Afrique» è stata usata per la prima volta nel 1955 in senso positivo dal presidente della Costa d'Avorio, Félix Houphouët-Boigny, per definire il desiderio di un certo numero di dirigenti africani di conservare delle relazioni privilegiate con la Francia, dopo l'accesso dei loro paesi, antiche colonie francesi, all'indipendenza.
Questa stretta cooperazione si sviluppava attraverso le figure di Félix Houphouët-Boigny (Presidente della Costa d'Avorio e figura autorevole, rispettata e ascoltata dagli altri capi di Stato dell'Africa francofona) e di Jacques Foccart (segretario generale alla Presidenza della Repubblica (francese) per gli affari africani e malgasci), supervisori e responsabili della politica africana delle presidenze di Charles de Gaulle e di Georges Pompidou fra il 1960 e il 1974. Alla relazione con la Francia si attribuisce il progresso economico e industriale di quello che veniva definito il "Miracolo Ivoriano".
In risposta alla domanda di un giornalista del quotidiano Le Monde nel gennaio 2008, l'ex segretario di Stato francese per la Cooperazione Internazionale allo Sviluppo, Jean-Marie Bockel, ha detto che si voleva firmare "il certificato di morte di Françafrique". Tuttavia, la stampa francese ha continuato ad usare il termine, come quando, per esempio, lo ha riferito al presidente Nicolas Sarkozy dicendo che il governo francese non sarebbe intervenuto in occasione delle elezioni per un nuovo presidente del Gabon.

L'attuale senso spregiativo del neologismo «Françafrique», fu reso popolare nel 1998 da François-Xavier Verschave nel suo libro La Françafrique, le plus long scandale de la République. In questo saggio, completato nel 2000 da Noir silence, qui arrêtera la Françafrique?, Verschave descrive un sistema caratterizzato da pratiche di sostegno a dittature, di colpi di Stato, di omicidi politici, ma anche di appropriazione indebita di fondi pubblici e finanziamento illecito dei partiti politici (da cui poi l'omofonia, diverse volte sottolineata da Verschave, tra France-Afrique e France-à-fric, dove "fric" è una parola colloquiale che significa "contante" o "denaro".
     L'Africa francofona
     Paesi considerati come francofoni
     Paesi non francofoni ma membri o osservatori dell'OIF

L'Africa francofona
Paesi considerati come francofoni
Paesi non francofoni ma membri o osservatori dell'OIF

Verschave definì la Françafrique come «la criminalità segreta nelle alte sfere della politica e dell'economia francese, dove è nascosta una sorta di Repubblica sotterranea alla vista» e aggiunse "nel corso di quattro decenni, centinaia di migliaia di euro sono stati sottratti sotto forma di debiti, aiuti, olio, cacao ... o drenati attraverso monopoli di importazione francesi, e hanno finanziato le lobby politico-affaristiche francesi (tutte propaggini della rete principale neo-gollista), i dividendi degli azionisti, le operazioni più importanti dei servizi segreti e le spedizioni mercenarie."
Il "sistema della Françafrique" presenta, a diversi livelli secondo i paesi considerati, le caratteristiche seguenti:
- una politica estera francese indipendente dal Ministero degli Affari esteri, ma direttamente gestita dalla Presidenza della Repubblica, in particolare attraverso la Cellula africana dell'Eliseo e, in minor misura, il Ministero della Cooperazione (oggi scomparso); questa politica è inoltre largamente occulta;
- una presenza molto importante di funzionari francesi o, più tardi, di incaricati tecnici (attachés techniques – AT) nei paesi africani interessati;
- un'ingerenza, anche militare, negli affari interni dei paesi interessati (difesa o rovesciamento di un governo);
- legami finanziari occulti tra il regime politico dei paesi e i partiti politici francesi. Questi legami finanziari riguardano la corruzione delle élite politiche francesi da parte della classe dirigente africana.

Si può parlare di «Françafrique» solo quando tutti gli elementi precedenti sono riuniti. Infatti, ad esempio, la classe politica francese è stata ed è alimentata da importanti «retrocommissioni» provenienti dai paesi del Golfo o da Taiwan. Allo stesso tempo, il termine non è riferito al lassismo delle compagnie petrolifere circa l'uso fatto delle royalty dai regimi autoritari locali. Tutte queste relazioni non rientrano nel caso di un sistema, a maggior ragione del sistema designato dal termine «Franciafrica». Il sistema della Franciafrica non è un semplice rapporto di dominazione della Francia sulle sue ex colonie; esso ricomprende delle interazioni più complesse e specifiche, che vanno nei due sensi, fatte di cultura condivisa, di conoscenza mutuale, a volte di connovenza. A volte, sono i regimi autoritari africani che usano la corruzione e il ricatto, arrivare ai loro fini, contro le autorità francesi.

Questa politica, della quale Verschave ne denuncia la presenza dalle indipendenze africane degli anni 1960, ha per obiettivo di difendere gli interessi francesi sul piano strategico (in particolare con basi militari) ed economico (accesso delle multinazionali francesi a risorse naturali e strategiche: petrolio, uranio, ecc.).
     L'Africa Equatoriale Francese
     L'Africa Occidentale Francese

### Storia ed evoluzione della relazione «franco-africana»
Il presidente Charles de Gaulle, dopo il suo ritorno nel 1958, si vede costretto dalla spinta dei movimenti anticolonialisti e dalle pressioni internazionali, ad accordare l'indipendenza alle antiche colonie africane della Francia, che ebbero, fino al 1960, lo statuto di Stati membri della Comunità francese (l'Algeria francese costituiva un caso a parte). Ma allo stesso tempo, de Gaulle, incarica Jacques Foccart (fondatore del SAC) di prendere delle disposizioni per conservare una dipendenza di fatto di questi Stati. Ufficialmente Jacques Foccart viene quindi nominato Segretario generale alla presidenza della Repubblica per gli affari africani e malgasci, un posto modesto rispetto ad un ministero. Tuttavia, per realizzare questo progetto, «il suo potere è così immenso che non vi è alcun equivalente nella Repubblica francese», in particolare grazie al fatto che egli incontra il capo di Stato tutti i giorni. Foccart ha quindi il controllo e la gestione su tutto ciò che riguarda l'Africa: i viaggi ufficiali e ufficiosi, le udienze, la nomina e la revoca degli ambasciatori e infine al supervisione dell'azione dei servizi segreti per l'estero. Jacques Foccart resta a questo posto dal 1960 al 1974 (sotto le presidenze di de Gaulle e Pompidou), poi è richiamato dal primo ministro francese Jacques Chirac nel 1986 (come consigliere del Primo ministro), e poi nuovamente dopo l'elezione di Chirac alle presidenziali del 1995 (come consigliere anziano all'inizio del suo mandato).
La difesa degli interessi francesi in Africa, e soprattutto del suo famoso «pré-carré», è stata considerata da tutti presidenti della Quinta Repubblica come un punto centrale e imperativo della politica internazionale della Francia. In effetti, per garantire l'indipendenza energetica della Francia e l'approvvisionamento in materie prime era necessaria una certa stabilità politica in quei paesi africani, che erano invece molto instabili; ad esempio tra la scoperta di un giacimento petrolifero e l'estrazione del petrolio passano diversi anni e continui cambi di governo e colpi di Stato non consentivano di svolgere l'attività petrolifera in maniera certa e sicura.
Valéry Giscard d'Estaing sostituisce il Segretariato generale con la Cellula africana dell'Eliseo e sostituisce Foccart con René Journiac, che fu il braccio destro di Foccart.
Anche se molti immaginavano una politica africana differente, anche François Mitterrand mantiene la Cellula africana dell'Eliseo, anzi poiché le reti erano golliste, si adopera per far in modo che la sua corrente politica benefici dei vantaggi del sistema «Françafrique». Nomina durante i suoi due mandati, tre consiglieri per gli affari africani: Guy Penne (1981-1986), Jean-Christophe Mitterrand (1986-1992) e Bruno Delaye (1992-1995).

La Françafrique è continuata sotto François Mitterrand e Jacques Chirac e si è mantenuta, sotto differenti forme e malgrado alcune evoluzioni, fino alla presidenza di Nicolas Sarkozy; questa politica è tornata infatti sotto i riflettori ancora una volta dopo l'8 gennaio 2010, con gli attacchi contro la nazionale di calcio del Togo, per cui a Francia è stata accusata di ingerenza negli affari del paese attraverso il sostegno a gruppi separatisti, come Fronte per la Liberazione dell'enclave di Cabinda e di foraggiare i loro capi. Si possono anche includere i presidenti successivi, François Hollande – che ha in particolare ordinato gli interventi in Mali (Opération Serval 2013-2014), in Repubblica Centrafricana (Opération Sangaris 2013-2016) e nel Sahel (Opération Barkhane 2014-in corso) – e Emmanuel Macron, entrambi hanno nominato dei consiglieri Africa che hanno i loro uffici nei locali storici del 2 rue de l'Élysée.

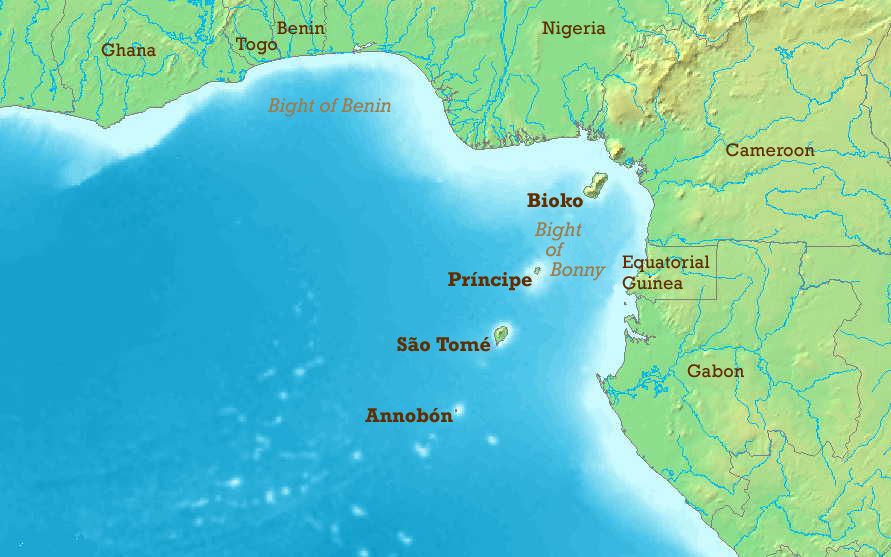
La localizzazione strategica del Gabon per l'estrazione petrolifera nel golfo di Guinea

All'origine, le ragioni della messa in opera di questo sistema sono di tre ordini. L'aspetto economico consiste a garantire l'accesso alle materie prime strategiche del continente (petrolio, uranio, ecc.) e ad offrire degli sbocchi economici privilegiati alle multinazionali francesi. In secondo luogo, l'aspetto diplomatico e strategico consiste a mantenere lo statuto di potenza mondiale ottenuto dalla Francia dopo la guerra, grazie ai paesi alleati, in particolare per i voti all'interno di istituzioni internazionali, ma anche per contenere l'espansione «comunista» sul continente africano o per «resistere» all'influenza statunitense in aumento, mantenendo delle basi militari a garanzia delle capacità di proiezione internazionale dell'Armée française. Infine l'aspetto politico, consiste ad organizzare il finanziamento occulto dei partiti politici francesi con il dirottamento delle royalty delle materie prime.
Dopo la fine della guerra fredda da una parte, e la regolamentazione del finanziamento dei partiti politici in Francia dall'altra parte, le due ultime dimensioni della Françafrique sono progressivamente scomparse a profitto della prima, la giustificazione economica, che resta più che mai una preoccupazione primordiale per la Francia e le sue multinazionali (Total, Areva, Bouygues, Bolloré, ecc.).
Sotto la presidenza di François Hollande (2012-2017), la Francia mette inizialmente ad una certa distanza della propria diplomazione i presidenti congolesi Joseph Kabila (Repubblica Democratica del Congo) e Denis Sassou Nguesso (Repubblica del Congo) e il ciadiano Idriss Déby, al potere da diversi decenni o rieletti in circostanze discutibili. La Francia se ne riavvicina tuttavia in seguito, in particolare a causa dei sostegni di questi paesi alla guerra in Mali (iniziata nel 2012) e all'Opération Sangaris in Repubblica Centrafricana.
La «Françafrique» si potrebbe dire che continui tutt'oggi. Tuttavia, essa non è più quella di Jacques Foccart (all'epoca la Cellula africana dell'Eliseo contava un centinaio di impiegati, oggi essa ne conta meno di cinque), nella quale era la Francia a dettare la politica africana alle sue antiche colonie. Oggi, la «Françafrique» continua soprattutto nei suoi aspetti economico-finanziari; ma (a partire dalla caduta del muro di Berlino) il peso politico della Francia e la sua capacità di influenzare le politiche africane sono fortemente diminuiti, anzi in alcuni episodi si potrebbe addirittura pensare che il rapporto si è invertito. Inoltre, ai tempi di Jacques Foccart e fino agli anni 1990, la Cellula africana dell'Eliseo gestiva e organizzava ufficialmente la Françafrique; in seguito sono cominciati ad apparire numerosi affaristi a fare da collegamento tra i dirigenti francesi e africani; la differenza però è sostanziale, mentre Foccart era un uomo di stato che operava nell'esclusivo interesse della Repubblica francese, questi affaristi lavorano nell'interesse di chi li paga; ad esempio il franco-libanese Robert Bourgi – che pretende essere il successore di Foccart – in realtà non fa che da intermediario tra alcuni dirigenti africani e francesi e il «trasporto di valigie».
Infine, alcune classi dirigenti africane sono lontane dall'essere oneste e irreprensibili ed inoltre, a partire dagli anni 2000 a causa l'espansione cinese sul continente africano (Chinafrique), la Francia è anche messa in concorrenza con la Cina oltre che con gli Stati Uniti, per ottenere dei contratti commerciali per le proprie imprese multinazionali. Ciò fa sì che in molti casi si sia passati dalla corruzione (ovvero un accordo illecito tra pubblico (africano) e privato (francese) nel quale quest'ultimo paga per ottenere qualcosa) alla concussione (ovvero quando il pubblico (africano) induce o costringe il privato (francese) a pagare per ottenere qualcosa). Inoltre, l'aiuto cinese allo sviluppo africano ha una grande differenza rispetto a quello francese, mentre le multinazionali francesi che lavorano in Africa impiegano operai locali (contribuendo quindi anche parzialmente ad uno sviluppo locale), le imprese cinesi viceversa impiegano generalmente operai cinesi e ciò non contribuisce allo sviluppo locale, inoltre la diaspora cinese è ben installata nella piccola economia locale.
Nell'aprile 2025, la delegazione parlamentare dell'intelligence ha pubblicato un rapporto sui servizi segreti francesi in Africa. La delegazione esprime la sua preoccupazione per il ripetersi di rovesciamenti di regime inattesi, che rivelano una falla nell'intelligence francese.
L'antropologo Jean-Pierre Dozon contesta l'espressione «Françafrique», perché secondo lui quest'espressione lascia sottintendere solamente una specie di spazio riservato nel quale la Francia persegue la sua politica neocoloniale, e non prende in considerazione invece il fatto che gli Stati africani hanno avuto un ruolo centrale nella storia francese del XX secolo, soprattutto a partire dalla Quinta Repubblica; secondo l'autore, le pratiche della Françafrique rappresentano la punta di un iceberg (écume des choses) e a questa espressione preferisce la nozione di «Stato franco-africano» (État franco-africain), per sottolineare la dimensione propriamente regale dell'Africa nera all'interno dello Stato francese.

### Lo spazio franco-africano
I paesi considerati come appartenenti, a diversi livelli, al sistema della «Françafrique» sono le antiche colonie francesi in Africa sahariana:
- in Africa occidentale (ex AOF): Benin, Burkina Faso, Costa d'Avorio, Mali, Niger, Senegal e Togo;
- in Africa centrale (ex AEF): Camerun, Ciad, Gabon, Repubblica Centrafricana e Repubblica del Congo;

Dei paesi come la Repubblica Democratica del Congo, il Burundi e il Ruanda, sono francofoni, ma essi erano delle antiche colonie del Belgio, nei quali l'influenza della Francia non è preponderante o è più recente.
I paesi citati lo sono a diversi livelli. Alcuni Stati, considerati da alcuni come delle dittature petrolifere, come il Gabon o la Repubblica del Congo, appaiono come delle caricature della Françafrique talmente i legami appaiono stretti tra i loro dirigenti e le autorità francesi, anche tenuto conto del ruolo preponderante che occupa Total (in precedenza Elf Aquitaine) nell'economia di questi paesi. Altri regimi autoritari sono ugualmente interessati in primo luogo, come il Togo, il Burkina Faso, il Camerun, Gibuti, il Ciad o ancora la Repubblica Centrafricana.
Invece, altre antiche colonie francesi come i paesi del Maghreb (l'Algeria in particolare) e la Costa d'Avorio hanno avuto in passato dei periodi di relazioni difficili o anche conflittuali con la Francia. Anche se vi si possono riscontrare dei fenomeni assimilabili alle pratiche della Françafrique, per via degli interessi economici della Francia in quei paesi, l'influenza delle reti è molto minore.

## Gli attori della Franciafrica

### La Cellula africana dell'Eliseo
La Cellula africana dell'Eliseo, ugualmente chiamata secondo i periodi Segretariato generale alla presidenza della Repubblica per gli affari africani e malgasci (al momento della sua creazione nel 1960), poi cellula Africa e consigliere Africa, è un gruppo di collaboratori del Presidente della Repubblica francese incaricati di salvaguardare gli interessi della Francia in Africa.
Largamente sfuggente al Ministero degli Afferi esteri, la politica africana della Francia è storicamente elaborata al Palazzo dell'Eliseo (o più precisamente al 2 rue de l'Élysée), dove il Presidente e i suoi consiglieri prendono tutte le decisioni riguardanti la politica da tenere in Africa, l'assistenza militare da apportare ai paesi africani e ai regimi che li governano.
La cellula africana è indissociabile dal suo fondatore, Jacques Foccart, nominato dal Generale de Gaulle e che resterà sul posto anche sotto la presidenza di Georges Pompidou. Foccart sarà il «mentore africano» di Jacques Chirac, il quale, all'inizio del suo mandato avrebbe ammesso di averlo avuto tutti i giorni al telefono. Chirac, durante la prima coabitazione e il suo governo (1986-1988), lo richiama per essere il consigliere africano del Primo ministro francese (in «opposizione» al consigliere africano del Presidente), e poi durante la sua Presidenza della Repubblica (1995-1997) lo richiama come consigliere occulto (Foccart aveva all'epoca più di 80 anni).
Con la presidenza Valery Giscard d'Estaing (1974), Foccart è sostituito e il Segretariato è sostituito dalla Cellula Africa. I presidenti successivi (Mitterrand e Chirac), manterranno la Cellula Africa. Nicolas Sarkozy, sostituisce la Cellula Africa con un Consigliere Africa, mantenuto poi nelle presidenze successive; il Conseiller Afrique non è più in contatto diretto col Presidente (come in precedenza) ma lo è per via indiretta attraverso il segretario generale dell'Eliseo.
Segretariato generale alla presidenza della Repubblica per gli affari africani e malgasci
- Jacques Foccart Monsieur Afrique (1960-1974, presidenza De Gaulle e Pompidou)

Cellula Africa
- René Journiac (1974-1979, presidenza Giscard d'Estaing)
- Martin Kirsch (1979-1981, presidenza Giscard d'Estaing)
- Guy Penne (1981-1986, presidenza Mitterrand)
- Jean-Christophe Mitterrand Papamadit (1986-1992, presidenza Mitterrand)
- Bruno Delaye (1992-1995, presidenza Mitterrand)
- Michel Dupuch (1995-2002, presidenza Chirac)
- Michel de Bonnecorse (2002-2007, presidenza Chirac)

Consigliere Africa
- Bruno Joubert (2007-2009, presidenza Sarkozy)
- André Parant (2009-2012, presidenza Sarkozy)
- Hélène Le Gal e Thomas Melonio (2012-2017, presidenza Hollande)
- Franck Paris e Marie Audouard (dal 2017, presidenza Macron)[31]

### I servizi segreti
Lo SDECE (in seguito DGSE), ha svolto un ruolo importante nella Françafrique, in particolare il suo capo del settore Africa, Maurice Robert, che partecipa all'organizzazione di numerosi colpi di forza, installando o rovesciando i capi di Stato africani in funzione degli interessi della Francia. Egli inquadra anche numerosi interventi del famoso mercenario Bob Denard, prima di essere reclutato direttamente da Elf Aquitaine quando nel 1973 è allontanto dallo SDECE. Nel 1979, Maurice Robert è nominato ambasciatore di Francia in Gabon, su domanda del Presidente del Gabon Omar Bongo, che egli ha contribuito ad installare al potere. Egli è in seguito sostituito nel 1982 con l'arrivo al potere di François Mitterrand e ritorna da Elf Aquitaine, dove termina la sua carriera.

### Il ministero della Cooperazione
Il ministero della Cooperazione – esistito come ministero autonomo dal 1959 fino al 1998, poi dal 1999 integrato nel ministero degli Affari esteri – fu creato dal Presidente della Repubblica Charles de Gaulle nel 1959 per contribuire alla cooperazione e allo sviluppo dei paesi africani che avrebbero l'anno seguente ottenuto l'indipendenza con contesto del processo di decolonizzazione. Questo ministero, più che quello degli Esteri, partecipava alla politica africana della Françafrique.

### Le multinazionali francesi
In particolare le seguenti aziende:
- Bolloré (azienda privata), nei settori dei trasporti e delle logistica;
- Bouygues (azienda privata), nel settore delle costruzioni;
- Cogema (azienda pubblica), poi Areva (azienda pubblica) e infine Orano (azienda pubblica), nel settore dell'uranio;
- Elf Aquitaine (azienda pubblica) e poi Total (azienda privata), nel settore petrolifero.

### Le personalità africane
In particolare in Gabon e Repubblica del Congo:
- Ali Bongo Ondimba (Presidente del Gabon 2009-2023)
- Denis Sassou Nguesso (Presidente della Repubblica del Congo 1979-1992 e 1997-oggi)
- Félix Houphouët-Boigny (Presidente della Costa d'Avorio 1960-1993)
- Léon M'ba (Presidente del Gabon 1960-1967)
- Omar Bongo (Presidente del Gabon 1967-2009)
- Pascal Lissouba (Presidente della Repubblica del Congo 1992-1997)